# Sésostris (prêtre dans l'Égypte antique)
Pour les articles homonymes, voir Sésostris.
Sésostris, qualifié de « père divin » selon une inscription à Thèbes, est un prêtre de la XIe dynastie, père du roi Amenemhat Ier.